# Ministerstvo zdravotnictví (Moldavsko)
Ministerstvo zdravotnictví Moldavska (rumunsky: Ministerul Sănătății) je jedním ze třinácti ministerstev moldavské vlády. Současnou ministryní zdravotnictví je Ala Nemerencová.

## Ministři
| #  | Jméno                  | Doba v úřadu       | Doba v úřadu       |
| -- | ---------------------- | ------------------ | ------------------ |
| 1  | Gheorghe Ghidirim      | 6. června 1990     | 5. dubna 1994      |
| 2  | Timofei Moșneaga       | 5. dubna 1994      | 24. ledna 1997     |
| 3  | Mihai Magdei           | 24. ledna 1997     | 22. května 1998    |
| 4  | Eugeniu Gladun         | 22. května 1998    | 21. prosince 1999  |
| 5  | Vasile Parasca         | 21. prosince 1999  | 19. dubna 2001     |
| 6  | Andrei Gherman         | 19. dubna 2001     | 19. dubna 2005     |
| 7  | Valerian Revenco       | 19. dubna 2005     | 8. listopadu 2005  |
| 8  | Ion Ababii             | 8. listopadu 2005  | 31. března 2008    |
| 9  | Larisa Catriniciová    | 31. března 2008    | 25. září 2009      |
| 10 | Vladimir Hotineanu     | 25. září 2009      | 14. ledna 2011     |
| 11 | Andrei Usatîi          | 14. ledna 2011     | 18. února 2015     |
| 12 | Mircea Buga            | 18. února 2015     | 30. července 2015  |
| 13 | Ruxanda Glavanová      | 30. července 2015  | 25. července 2017  |
| 14 | Stela Grigorașová      | 26. července 2017  | 21. prosince 2017  |
| 15 | Svetlana Cebotariová   | 10. ledna 2018     | 19. září 2018      |
| 16 | Silvia Raduová         | 25. září 2018      | 8. června 2019     |
| 17 | Ala Nemerencová        | 8. června 2019     | 14. listopadu 2019 |
| 18 | Viorica Dumbrăveanuová | 14. listopadu 2019 | 31. prosince 2020  |
| 19 | Ala Nemerencová        | 6. srpna 2021      | úřadující          |